# Wereldkampioenschappen synchroonzwemmen 2013
De wereldkampioenschappen synchroonzwemmen 2013 werden van 20 tot en met 27 juli 2013 gehouden in het Palau Sant Jordi in Barcelona, Spanje. Het toernooi was integraal onderdeel van de wereldkampioenschappen zwemsporten 2013.

## Programma
| V | Voorronde | Goud | Finale |

| Onderdeel          | Juli | Juli | Juli | Juli | Juli | Juli | Juli | Juli | Juli | Juli |
| Onderdeel          | 20   | 20   | 21   | 21   | 22   | 23   | 24   | 25   | 26   | 27   |
| Solo               | Solo | Solo | Solo | Solo | Solo | Solo | Solo | Solo | Solo | Solo |
| ------------------ | ---- | ---- | ---- | ---- | ---- | ---- | ---- | ---- | ---- | ---- |
| Technische routine | V    | Goud |      |      |      |      |      |      |      |      |
| Vrije routine      |      |      |      |      | V    |      | Goud |      |      |      |
| Duet               |      |      |      |      |      |      |      |      |      |      |
| Technische routine |      |      | V    | Goud |      |      |      |      |      |      |
| Vrije routine      |      |      |      |      |      | V    |      | Goud |      |      |
| Team               |      |      |      |      |      |      |      |      |      |      |
| Technische routine | V    | V    |      |      | Goud |      |      |      |      |      |
| Vrije routine      |      |      |      |      |      | V    |      |      | Goud |      |
| Vrije combinatie   |      |      | V    | V    |      |      |      |      |      | Goud |
| Totaal             | 1    | 1    | 1    | 1    | 1    |      | 1    | 1    | 1    | 1    |

## Medailles
| Onderdeel          | Goud | Goud | Zilver | Zilver | Brons | Brons |
| Solo               | Solo | Solo | Solo   | Solo | Solo  | Solo |
| ------------------ | ---- | --- | ------ | --- | ----- | --- |
| Technische routine | RUS  | Svetlana Romasjina | CHN    | Huang Xuechen | ESP   | Ona Carbonell |
| Vrije routine      | RUS  | Svetlana Romasjina | CHN    | Huang Xuechen | ESP   | Ona Carbonell |
| Duet               |      | |        | |       | |
| Technische routine | RUS  | Svetlana Kolesnitsjenko Svetlana Romasjina | CHN    | Jiang Tingting Jiang Wenwen | ESP   | Ona Carbonell Margalida Crespí |
| Vrije routine      | RUS  | Svetlana Kolesnitsjenko Svetlana Romasjina | CHN    | Jiang Tingting Jiang Wenwen | ESP   | Ona Carbonell Margalida Crespí |
| Team               |      | |        | |       | |
| Technische routine | RUS  | Vlada Tsjigireva Darja Korobova Aleksandra Patskevitsj Jelena Prokofjeva Alla Sjisjkina Maria Sjoerotsjkina Anzjelika Timanina Aleksandra Zoejeva Michaela Kalantsja* Anisja Olchova*                        | ESP    | Clara Basiana Alba María Cabello Ona Carbonell Margalida Crespí Thaïs Henríquez Paula Klamburg Meritxell Mas Cristina Salvador Clara Camacho* Sara Levy*                             | UKR   | Lolita Ananasova Olena Gretsjichina Ganna Klymenko Kateryna Reznik Oleksandra Sabada Kateryna Sadoerska Anastasia Savtsjoek Anna Volosjyna Marina Goljadkina* Olga Zolotarova*                                    |
| Vrije routine      | RUS  | Vlada Tsjigireva Svetlana Kolesnitsjenko Darja Korobova Aleksandra Patskevitsj Jelena Prokofjeva Alla Sjisjkina Maria Sjoerotsjkina Anzjelika Timanina Anisja Olchova* Aleksandra Zoejeva*                   | ESP    | Clara Basiana Alba María Cabello Ona Carbonell Margalida Crespí Thaïs Henríquez Paula Klamburg Sara Levy Meritxell Mas Laia Pons* Cristina Salvador*                                 | UKR   | Lolita Ananasova Olena Gretsjichina Ganna Klymenko Oleksandra Sabada Kateryna Sadoerska Anastasia Savtsjoek Anna Volosjyna Olga Zolotarova Marina Goljadkina* Kateryna Reznik*                                    |
| Combinatie         | RUS  | Vlada Tsjigireva Michaela Kalantsja Darja Korobova Anisja Olchova Aleksandra Patskevitsj Jelena Prokofjeva Alla Sjisjkina Maria Sjoerotsjkina Anzjelika Timanina Aleksandra Zoejeva Svetlana Kolesnitsjenko* | ESP    | Clara Basiana Alba María Cabello Ona Carbonell Margalida Crespí Thaïs Henríquez Paula Klamburg Sara Levy Meritxell Mas Laia Pons Cristina Salvador Clara Camacho* Irene Montrucchio* | UKR   | Lolita Ananasova Marina Goljadkina Olena Gretsjichina Ganna Klymenko Kateryna Reznik Oleksandra Sabada Kateryna Sadoerska Anastasia Savtsjoek Anna Volosjyna Olga Zolotarova Vira Goloebova* Dana-Maria Klymenko* |

* Zwemsters met een sterretje achter hun naam stonden reserve en kwamen niet in actie.

### Medaillespiegel
| Plaats | Land     | Goud | Zilver | Brons | Totaal |
| 1      | Rusland  | 7    | 0      | 0     | 7      |
| 2      | China    | 0    | 4      | 0     | 4      |
| 3      | Spanje   | 0    | 3      | 4     | 7      |
| 4      | Oekraïne | 0    | 0      | 3     | 3      |
| Totaal | Totaal   | 7    | 7      | 7     | 21     |